# Pterulicium xylogenum
Pterulicium xylogenum — вид грибів, що належить до монотипового роду Pterulicium.